# Liesbeth List

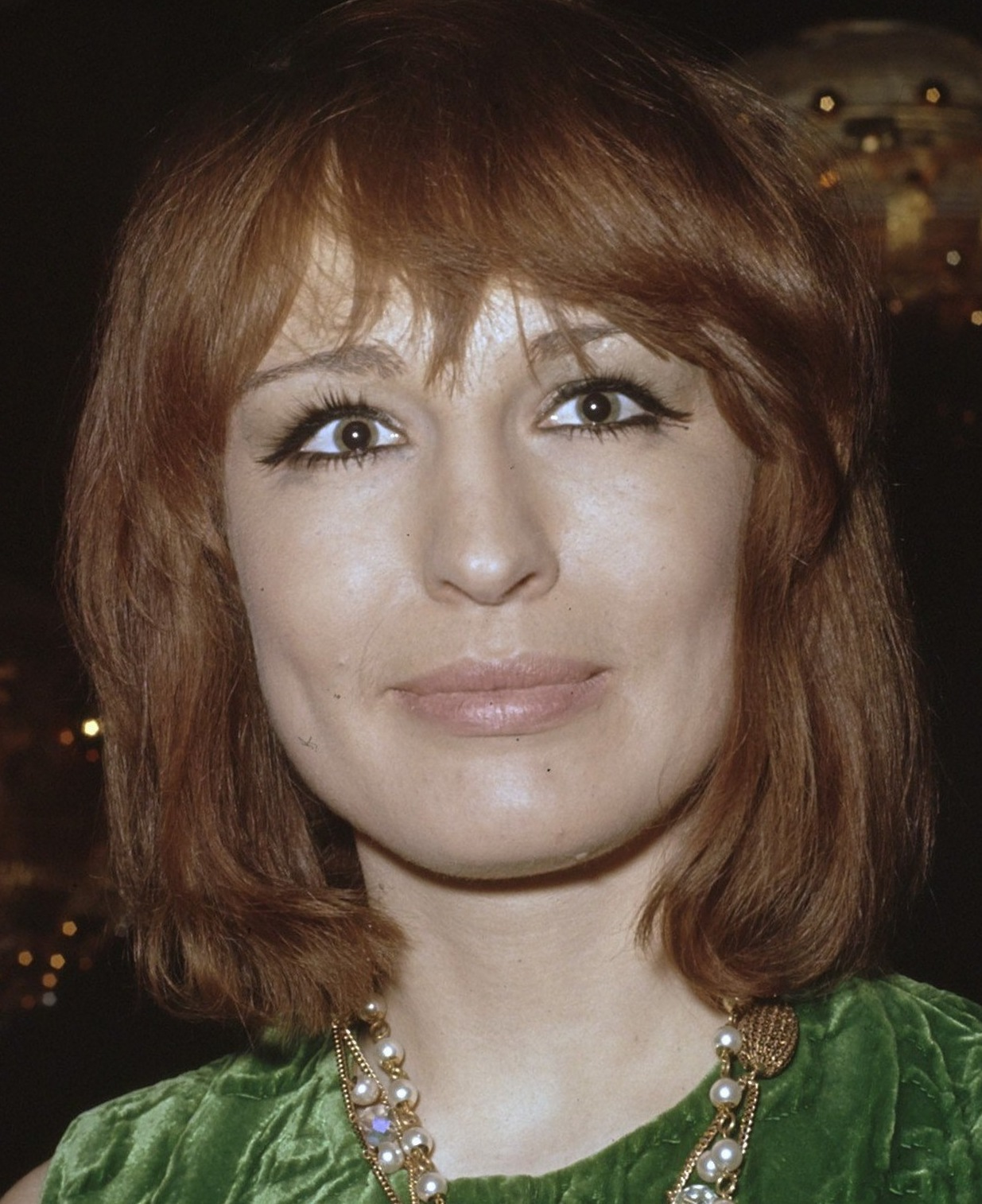
Liesbeth List, um 1964

Liesbeth List (* 12. Dezember 1941 in Bandung, Niederländisch-Indien; † 25. März 2020 in Soest, Niederlande) war eine niederländische Sängerin.

## Leben und Wirken

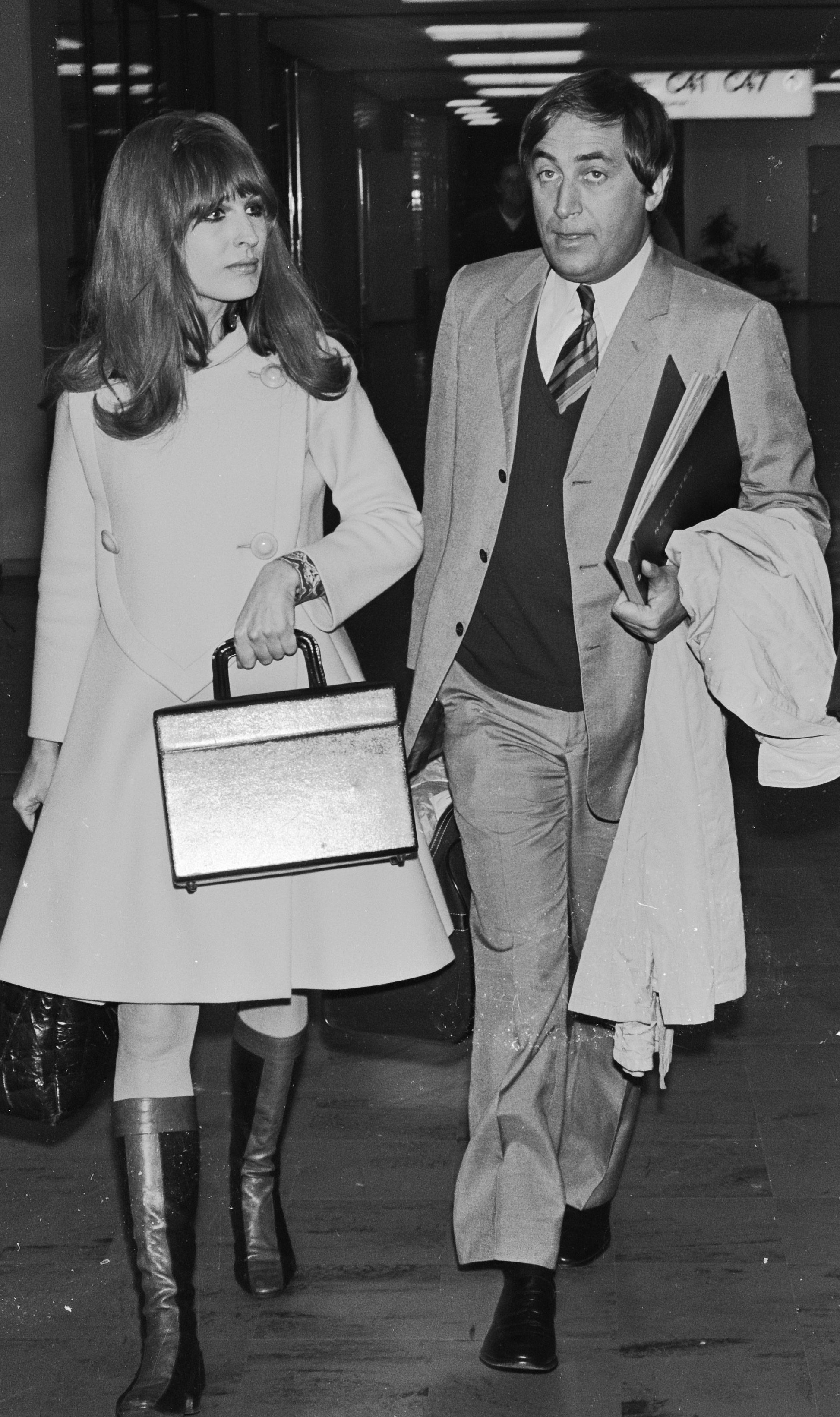
List mit ihrem langjährigen Lebenspartner Cees Noteboom im Jahr 1967 (Bild: Ron Kroon)

Geboren wurde sie 1941 als Elisabeth („Elly“) Dorothea Driessen im damaligen Niederländisch-Indien, heute Indonesien, als Tochter von Gerrit Driessen (1913–1963) und dessen Frau Cornelia van Oosten (1916–1946). Ihre ersten Lebensjahre verbrachte sie nach der japanischen Invasion Javas in einem japanischen Konzentrationslager. Nach der Befreiung verübte ihre Mutter im Januar 1946 Suizid, und der Vater kehrte mit ihr in die Niederlande zurück. Dort kam Elisabeth bald in ein Heim, da sie sich nicht mit der zweiten Frau des Vaters verstand. Nach dem frühen Tod des Vaters wurde sie von den Eheleuten Jacob und Anne List auf Vlieland adoptiert. Aus Elisabeth Driessen wurde Liesbeth List.
Im Alter von 18 Jahren ging sie nach Amsterdam, um dort Mode zu studieren. Ihren Unterhalt verdiente sie sich als Sekretärin in einem Architekturbüro. In ihrer Freizeit nahm sie Gesangsunterricht bei dem Gesangspädagogen Bep Ogterop.
Nach einem Auftritt in der Talent-Show Nieuwe Oogst wurde Liesbeth List 1962 in die Fernsehshow von Rob de Nijs eingeladen. Daraufhin wurde sie in ihrem Heimatland populär, besonders in den 1960er Jahren im Duett mit Ramses Shaffy. Das von Lennaert Nijgh und Boudewijn de Groot geschriebene Lied Pastorale, das sie zusammen mit Ramses Shaffy 1968 aufnahm, wurde international zu einem großen Erfolg und auch von anderen Künstlern ins Repertoire aufgenommen. Liesbeth Lists Repertoire umfasste unter anderem Lieder von Mikis Theodorakis, Jacques Brel, Charles Aznavour, Rod McKuen, Serge Gainsbourg, Harry Nilsson, Burt Bacharach und Gilbert Bécaud.

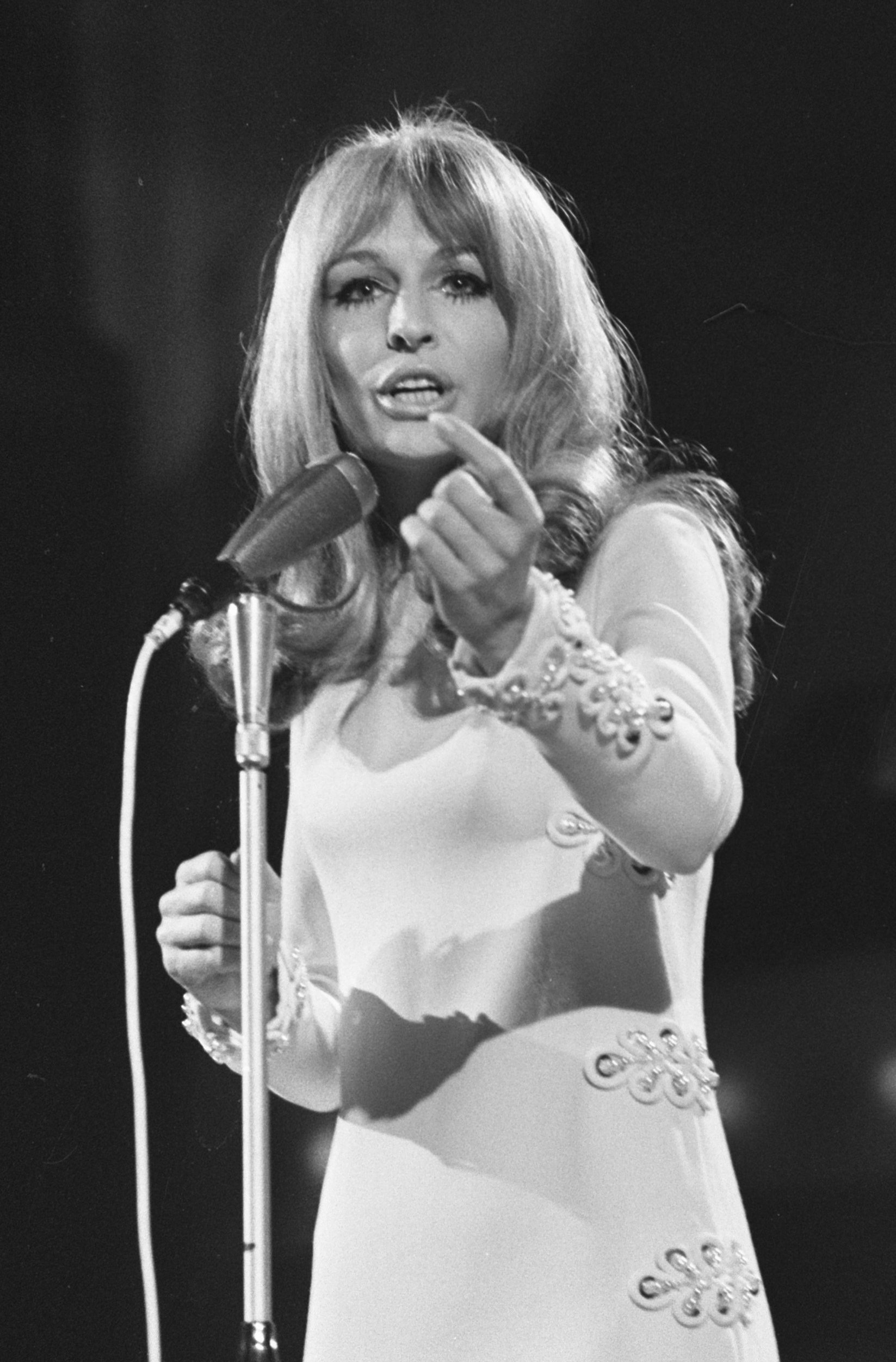
In der niederländischen Fernsehshow Grand Gala du Disque, 1970

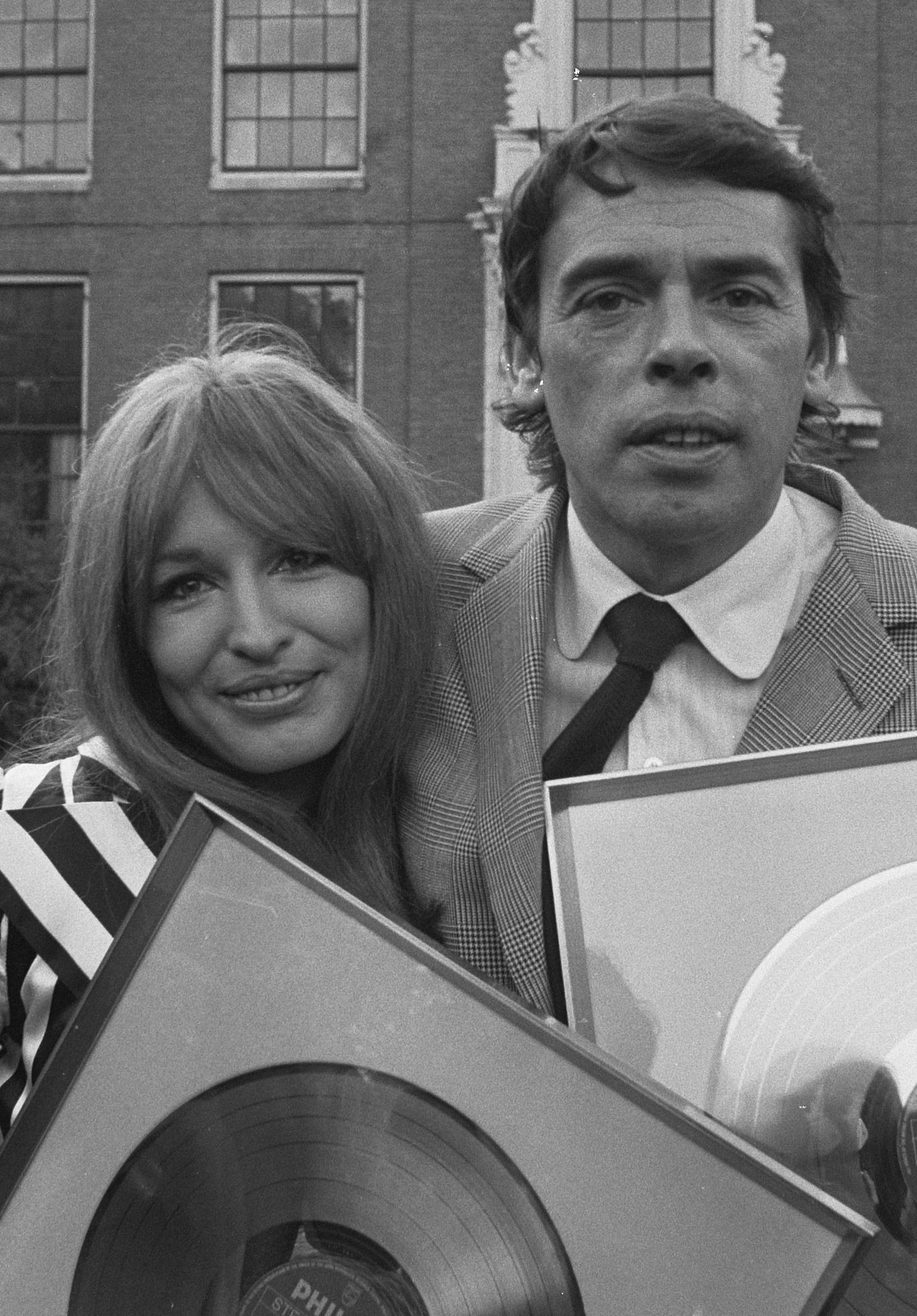
List 1971 mit dem Chansonnier Jacques Brel und einer Goldenen Schallplatte für ihre LP mit Interpretationen von Brel-Songs.

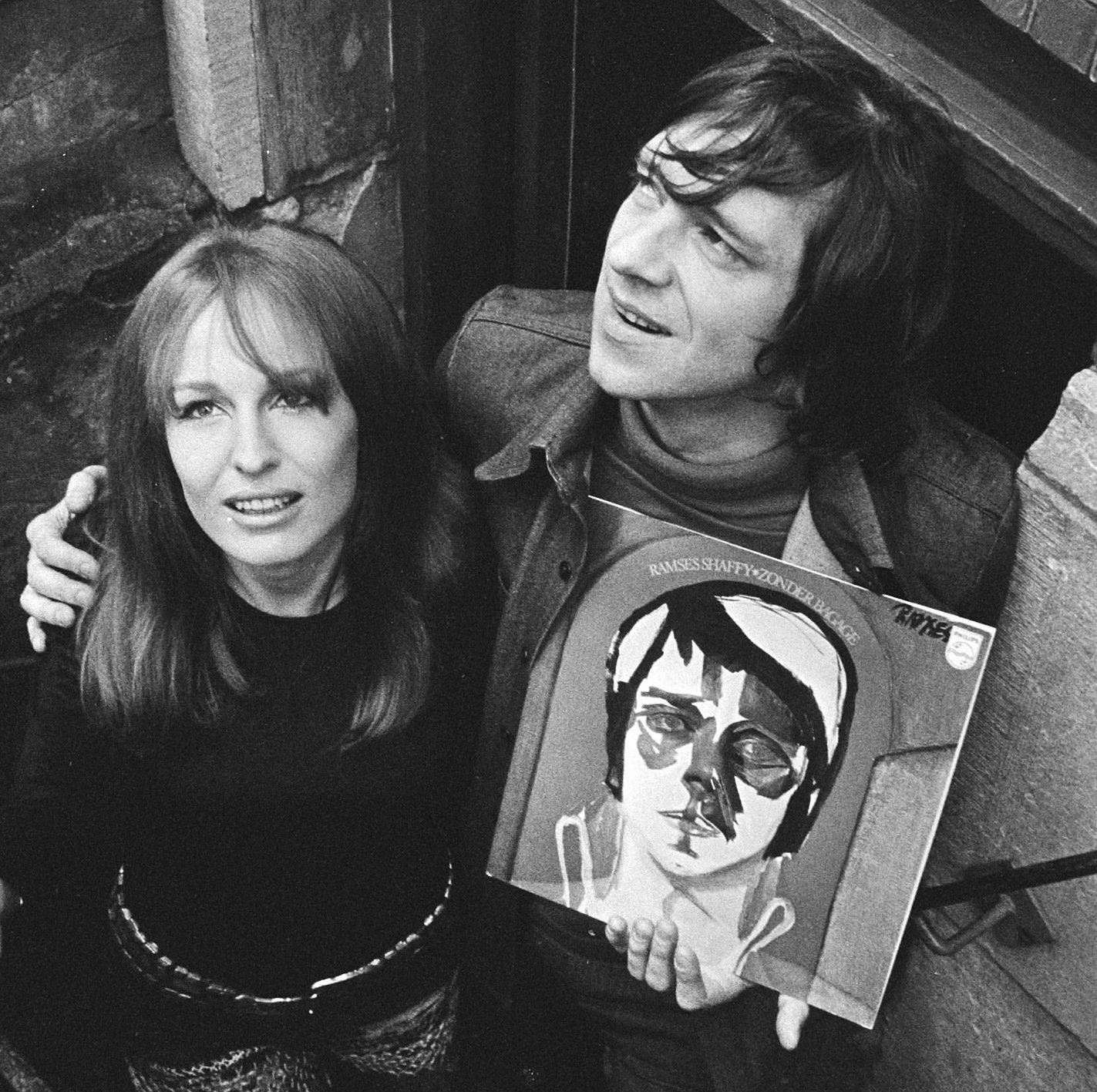
Mit Ramses Shaffy von Shaffy Chantant bei der Vorstellung seiner neuen LP 1971

In Deutschland trat sie in Shows wie der ZDF-Hitparade (als Lisbeth List in der allerersten Sendung am 18. Januar 1969 mit Der Herr Marquis von Drafi Deutscher und Hans Blum) und der Starparade auf. 1972 entstand das Album Die Blaue Blume - Ein Pop Oratorium mit Musik und Texten von Michael Kunze und Peter Maffay. Darauf spielten unter anderem die Münchner Philharmoniker. Fünf Jahre später erschien in Deutschland Das Beste, auf dem sowohl deutsche, als auch niederländische, französische und englische Aufnahmen zusammengefasst wurden. 1978 folgte mit Ich bin froh - bin ich froh... ein weiteres rein deutschsprachiges Album.
Schauspielerisch trat List in einigen niederländischen und deutschen Filmen und Fernsehserien in Erscheinung, darunter 1974 in Zum Abschied Chrysanthemen von Florian Furtwängler.
1994 erschien ihr Album List, mit dem sie an ihre früheren Erfolge anknüpfen konnte. Sie ging wieder auf Tournee; das Stück Heb het leven lief wurde zum Hit. Ab 1997 sang sie in verschiedenen Musicals, darunter 1999 in Piaf, wo sie Édith Piaf darstellte. 2017 erschien die von dem Journalisten Dave Boomkens verfasste Biografie Liesbeth List: De dochter van de vuurtorenwachter („Liesbeth List: Die Tochter des Leuchtturmwärters“).
Liesbeth List lebte von 1965 bis 1979 in einer Beziehung mit dem Schriftsteller Cees Nooteboom. Anschließend war sie mit dem Restaurantbesitzer Robert Braaksma verheiratet, mit dem sie  1983 eine Tochter namens Elisah bekam. Er starb 2014 im Alter von 64 Jahren.
Liesbeth List verstarb am 25. März 2020 im Alter von 78 Jahren in ihrer Wahlheimat Soest im Schlaf.

## Diskografie

### Alben
| Jahr | Titel                                      | Höchstplatzierung, Gesamtwochen, AuszeichnungChartsChartplatzierungen (Jahr, Titel, Platzierungen, Wochen, Auszeichnungen, Anmerkungen) | Anmerkungen                               |
| Jahr | Titel                                      | NL | Anmerkungen                               |
| ---- | ------------------------------------------ | --- | ----------------------------------------- |
| 1968 | Pastorale                                  | NL8 (10 Wo.)NL | Philips 844064 PY Charteinstieg erst 1969 |
| 1969 | Zingt Jaques Brel                          | NL8 (8 Wo.)NL | Philips 849010 PY                         |
| 1970 | Liesbeth List                              | NL47 (16 Wo.)NL | Charteinstieg erst 1994                   |
| 1974 | Foto                                       | NL12 (5 Wo.)NL | Philips 6413062                           |
| 1989 | Liesbeth List & Ramses Shaffy              | NL24 (9 Wo.)NL | mit Ramses Shaffy                         |
| 1996 | Noach                                      | NL76 (5 Wo.)NL |                                           |
| 1999 | Vergezicht                                 | NL57 (3 Wo.)NL |                                           |
| 2007 | 100 mooiste liedjes van Ramses en Liesbeth | NL73 (2 Wo.)NL | mit Ramses Shaffy                         |
| 2009 | Verloren en gewonnen                       | NL57 (7 Wo.)NL |                                           |
| 2015 | Echo                                       | NL32 (4 Wo.)NL |                                           |

grau schraffiert: keine Chartdaten aus diesem Jahr verfügbar
Weitere Alben
- 1966: Liesbeth List (Philips 844015 PY)
- 1967: Liesbeth List zingt Theodorakis (Philips 844039 PY)
- 1967: Warum gehst du vorbei
- 1970: Victoria (Philips 6360006)
- Liesbeth List (Ein Wort nur ein Wort)
- 1971: Neurenberger Droom (Philips 6423025)
- 1971: Die blaue Blume – Ein Pop Oratorium (Philips 6830108)
- 1977: Madame Melancolie
- 1977: Das Beste (Intercord)
- 1979: Ich bin froh – bin ich froh (Intercord)
- 1979: Meisjes van dertig
- 1982: Voor vanavond en daarna
- 1994: List
- 2000: Piaf – de Musical
- 2011: Nederlandstalige Popklassiekers (mit Ramses Shaffy, NL: Gold)

### Singles
| Jahr | Titel Album               | Höchstplatzierung, Gesamtwochen, AuszeichnungChartsChartplatzierungen (Jahr, Titel, Album, Platzierungen, Wochen, Auszeichnungen, Anmerkungen) | Anmerkungen             |
| Jahr | Titel Album               | NL | Anmerkungen             |
| ---- | ------------------------- | --- | ----------------------- |
| 1969 | Pastorale                 | NL3 (14 Wo.)NL | mit Ramses Shaffy       |
| 1970 | Victoria                  | NL15 (7 Wo.)NL |                         |
| 1974 | Te Veel Te Vaak Foto      | NL11 (8 Wo.)NL |                         |
| 1974 | Kinderen Een Kwartje Foto | NL22 (5 Wo.)NL | mit The Animal Crackers |
| 1978 | Laat Me                   | NL18 (15 Wo.)NL | mit Ramses Shaffy       |